# Griesheim-près-Molsheim
Griesheim-près-Molsheim är en kommun i departementet Bas-Rhin i regionen Grand Est (tidigare regionen Alsace) i nordöstra Frankrike. Kommunen ligger i kantonen Rosheim som tillhör arrondissementet Molsheim. År 2022 hade Griesheim-près-Molsheim 2 341 invånare.

## Befolkningsutveckling
Antalet invånare i kommunen Griesheim-près-Molsheim
| Referens: INSEE |